# Phúc Lai
Phúc Lai là một xã thuộc huyện Đoan Hùng, tỉnh Phú Thọ, Việt Nam.
Xã Phúc Lai có diện tích 14,86 km², dân số năm 1999 là 3181 người, mật độ dân số đạt 214 người/km².